# Elkana (Bijbel)

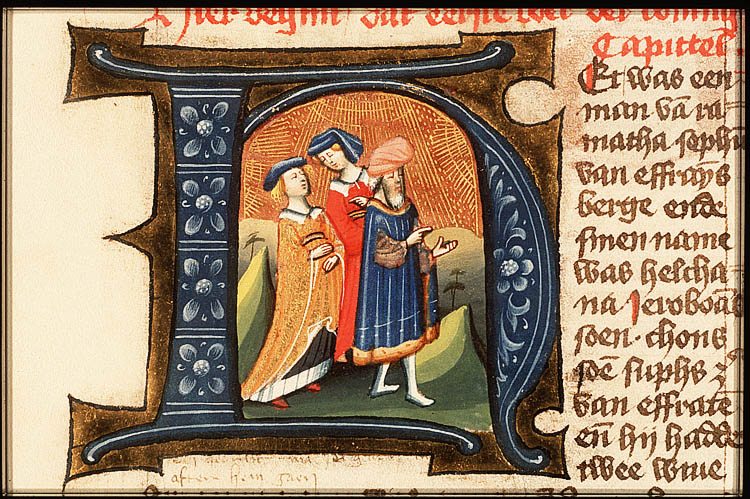
Elkana en echtgenotes, ca. 1430

Elkana wordt in de Bijbel genoemd als de man van Hanna en de vader van Samuël. Elkana was de zoon van Jerocham, hij woonde met zijn vrouw in Rama. Jarenlang waren zij onvruchtbaar. Bij het jaarlijkse bezoek aan Siloam deed Hanna aan God een belofte: als zij een zoon van God zou krijgen, zou zij deze teruggeven voor de dienst aan God. Een jaar later werd Samuël geboren. Toen hij oud genoeg was, bracht Hanna Samuël naar de priester Eli om hem te helpen bij de tempeldienst. Hierna sprak zij een gebed uit, dat in de Bijbel werd opgetekend.
De polygaam levende Elkana had daarnaast nog een tweede vrouw, die hem al eerder kinderen baarde: Peninna.